# Венде, Майлин
Майлин Венде (нем. Maylin Wende до замужества Майлин Хауш нем. Maylin Hausch; род. 22 сентября 1988 года в Штутгарте, Германия) — немецкая фигуристка, выступающая в парном катании. 
С партнёром Даниэлем Венде, они — двукратные чемпионы Германии (2010 и 2012) и вице-чемпионы Германии, победители турнира «Мемориал Ондрея Непелы» 2009 года.
В июне 2013 года Майлин Хауш вышла замуж за своего партнёра Даниэля Венде и с сезона 2013/14 выступает под его фамилией .
По состоянию на июнь 2011 года пара занимает 7-е место в рейтинге Международного союза конькобежцев (ИСУ).

## Карьера
Майлин начала заниматься фигурным катанием в 1992 году. До 2006 года выступала в качестве одиночницы. Лучшим её результатом было 4-е место на чемпионате Германии среди юниоров в 2004 году.
В 2006 году Хауш перешла в парное катание и её партнёром стал Штеффен Хёрманн, с которым они выиграли юниорский чемпионат Германии 2006 года. Затем, пара распалась, так как Хёрман решил закончить любительскую спортивную карьеру. Майлин не смогла найти нового партнёра и на некоторое время возвращалась в одиночное катание.
В 2008 году тренер Карел Файфр поставил Майлин в пару с Даниэлем Венде. Они сразу завоевали серебро на национальном чемпионате 2009 года, вошли в первую десятку на чемпионате Европы и стали 15-ми в мире.
Немецкий союз конькобежцев, для отбора на Олимпийские игры-2010, установил следующую систему: спортсмены должны были набрать определённую сумму баллов на одних из первых трёх международных соревнованиях сезона в которых они участвовали. Для парного катания норматив составил 138 баллов. Хауш и Венде набрали 141.96 балла на турнире «Nebelhorn Trophy 2009» (7-е место) и, таким образом, вошли сборную команду на Олимпийские игры-2010 в Ванкувере.
Позже, в отсутствие лидеров немецкой сборной Алёны Савченко и Робина Шолковы, впервые в карьере, стали чемпионами Германии.
По завершение спортивной карьеры работает тренером.

## Программы
(с Д. Венде)
| Сезон     | Короткая программа                                                                                           | Произвольная программа                            | Показательные выступления          |
| --------- | --- | ------------------------------------------------- | ---------------------------------- |
| 2009–2010 | «Black Machine» из саундтрека к фильму «Танцуй со мной» Майкл Конвертино, «Move to the Big Band» Бен Либранд | Саундтрек к фильму «Александр» Вангелис           |                                    |
| 2010–2011 | «El Tango de Roxanne» из саундтрека к фильму «Мулен Руж!» в аранжировке The Police                           | «Принц Персии» Гарри Грегсон-Уильямс              | Кавер-версия «Symphony» Silbermond |
| 2011–2012 | Music (is My First Love) Джон Майлз                                                                          | Саундтрек к фильму «Храбрые перцем» Стив Яблонски |                                    |
| 2013–2014 | November Rain исп. Дэвид Гарретт                                                                             | Саундтрек к фильму «Храбрые перцем» Стив Яблонски |                                    |

## Спортивные достижения
(с Д. Венде)
| Соревнования                 | 2008—2009 | 2009—2010 | 2010—2011 | 2011—2012 | 2013—2014 |
| ---------------------------- | --------- | --------- | --------- | --------- | --------- |
| Зимние Олимпийские игры      |           | 17        |           |           | 13        |
| Чемпионаты мира              | 15        | 14        | 12        | 13        | 13        |
| Чемпионаты Европы            | 8         | 9         | 6         | 7         | 6         |
| Чемпионаты Германии          | 2         | 1         | WD        | 1         | 2         |
| Skate America                |           |           |           | 8         |           |
| NHK Trophy                   |           |           | 7         |           |           |
| Trophée Eric Bompard         |           |           | 3         |           |           |
| Coupe Internationale de Nice |           |           |           |           | 3         |
| Ice Challenge                |           | 4         | 1         |           |           |
| Nebelhorn Trophy             |           | 7         | 5         | 4         | 2         |
| Мемориал Ондрея Непелы       |           | 1         |           |           |           |
| Bavarian Open Figure Skating |           |           | 1         |           |           |

- сезон 2012/13 пара пропустила из-за травм.